# Marek Vokáč
Marek Vokáč (* 6. Dezember 1958 in Prag; † 14. November 2021) war ein tschechischer Schachspieler, Schachjournalist, Schachtrainer und Schachfunktionär.

## Leben
Vokáč lernte das Schachspiel mit fünf Jahren und wurde mit neun Jahren Mitglied des Prager Schachklubs Tesla Karlín. Er war Diplom-Ingenieur der Chemie. In den Jahren 1990 bis 1992 war er der Chefredakteur der Schachzeitschrift Československý šach (Verlag Olympia), in den folgenden fünf Jahren hat er mit dem neuen Eigentümer Ivan Hausner zusammen die Zeitschrift herausgegeben. Er war Trainer der tschechischen Mannschaft bei der Schacholympiade 1994 in Moskau, in den Jahren 1995 bis 2000 hat er die tschechische Frauennationalmannschaft betreut (bei der Olympiade in Jerewan 1996, Elista 1998 und Istanbul 2000 sowie bei der Europameisterschaft in Pula 1997, Batumi 1999, León 2001).
Vokáč siegte 1999 bei der tschechischen Meisterschaft in Lázně Bohdaneč, im Jahr 1995 in Olmütz gewann er Silber.
Vokáč siegte oder belegte vordere Plätze in mehreren Turnieren: geteilter I. Platz in Prag (1988), geteilter I. Platz (1996) und zweimal I. Platz (2000, 2003) in Budweis, I. Platz in Třinec (1998), I. bis II. Platz in Karviná (2001), I. Platz in Znojmo (2004), I. bis III. Platz in Havlíčkův Brod (2004), I. Platz (2005), I. bis II. Platz (2006) Staré Město, I. bis II. Platz (2005), I. Platz (2006) Prag, I. Platz in Teplice (2006), I. Platz in Žďár nad Sázavou (2007), I. Platz in Český Krumlov (2007).
Im Februar 2015 belegte er Platz 22 in der Elo-Rangliste Tschechiens.

## Nationalmannschaft
Mit der tschechischen Nationalmannschaft nahm Vokáč an der Schacholympiade 2002 und den Mannschaftseuropameisterschaften 1999 und 2001 teil.

## Vereine
In der tschechischen Extraliga spielte Vokáč von 1992 bis 1999 für den TJ Bohemians Prag (für den er bereits in der tschechoslowakischen Mannschaftsmeisterschaft spielte und diese 1992 gewann), mit dem er 1993 und 1994 tschechischer Mannschaftsmeister wurde sowie 1993 und 1994 am European Club Cup teilnahm, in der Saison 1999/2000 für den ŠK Sokol Vyšehrad, von 2000 bis 2006 für den ŠK Mahrla Prag, von 2006 bis 2011 für den 1. Novoborský ŠK, mit dem er 2008, 2010 und 2011 tschechischer Mannschaftsmeister wurde sowie 2007 und 2009 am European Club Cup teilnahm, in der Saison 2012/13 erneut für den ŠK Mahrla Prag, seit 2013 spielt er für den TJ Zikuda Turnov. In der deutschen 1. Bundesliga spielte er in der Saison 1992/93 für die SG Heidelberg-Kirchheim, in der slowakischen Extraliga in der Saison 1994/95 für den ŠK Tesla Liptovský Hrádok.